# Makalero

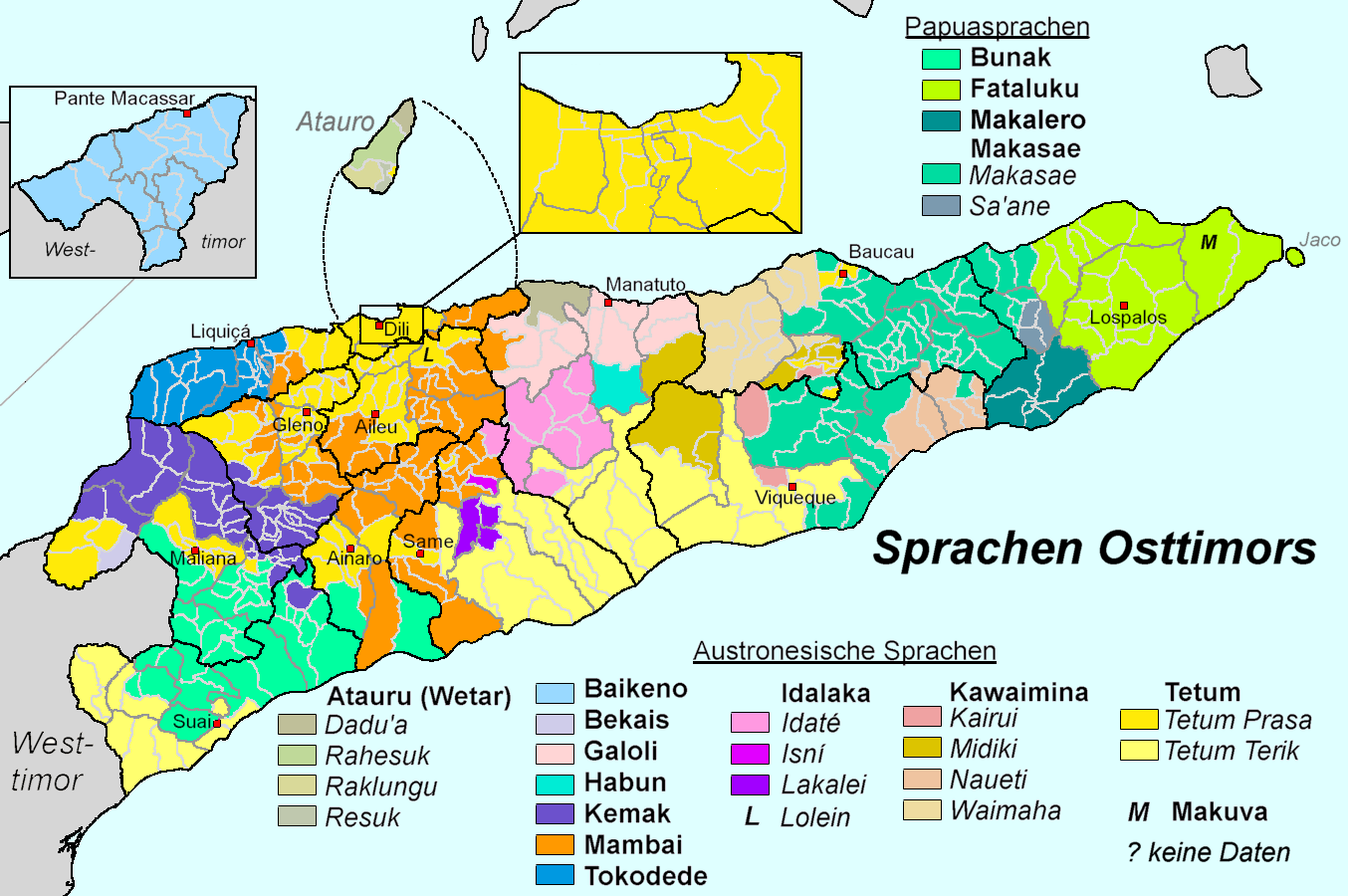
Die größten Sprachgruppen in den Sucos Osttimors.

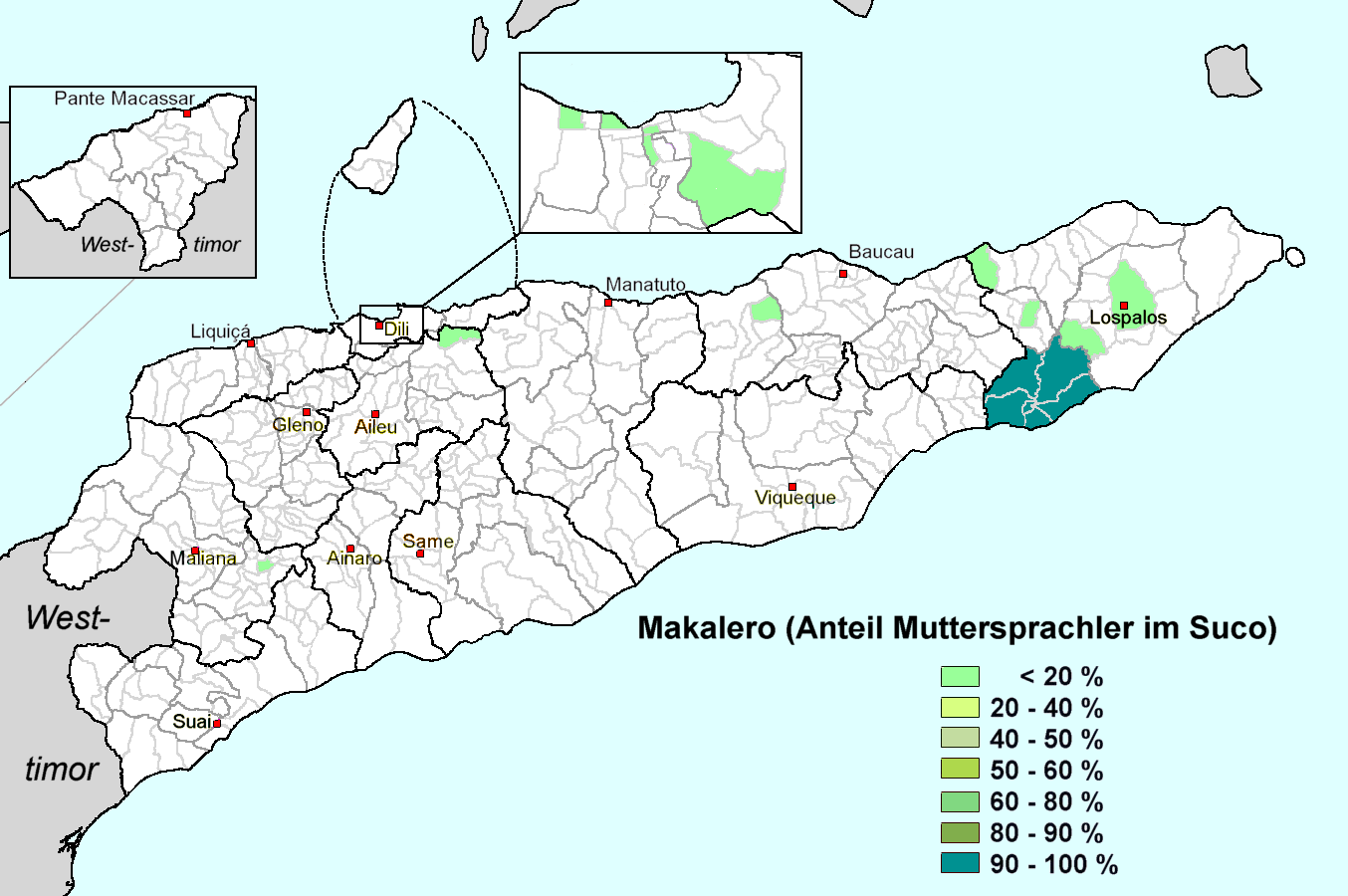
Anteil von Makalero-Muttersprachlern in den Sucos Osttimors.

Makalero (Macalero, Maklere, Maceler) sind eine Ethnie in Osttimor, die die Papuasprache Makalero sprechen. Sie wird traditionell nur im Verwaltungsamt Iliomar (Gemeinde Lautém) von 7.500 Menschen gesprochen. Eine größere Gruppe Makaleros lebt in der Gemeindehauptstadt Lospalos (in Sawarica und Natura) und in der Landeshauptstadt Dili (etwa 260, hauptsächlich in Becora). Insgesamt ist Makalero für 8.686 Osttimoresen die Muttersprache (2015). Sie ist eine der 15 in der Verfassung anerkannten Nationalsprachen Osttimors.

## Übersicht
Der Name „Makalero“ bedeutet „die Menschen, die niemals müde werden“.
Die Gesellschaft ist patriarchal. Die Familie der Braut zahlt eine Mitgift (betis/balarque). Eine große Rolle spielt bei den Makalero Fulidai-dai, was man mit einem kulturellen System der Nachbarschaftshilfe vergleichen kann. Fulidai-dai, in seinem Kern, fördert eine verstärkte Zusammenarbeit, gegenseitige Hilfe und freiwillige Beiträge. Sein Hauptzweck besteht darin, Einzelpersonen zum Handeln für einen Beitrag zum Wohle der Gemeinde, anstatt zum Wohle eines Einzelnen zu fördern. Zu den Grundsätzen gehören Solidarität, Kollektivität, Austausch und gegenseitige Hilfe. So werden gemeinsam Ackerland gewonnen, gepflanzt, geerntet, Häuser gebaut oder Festlichkeiten vorbereitet.

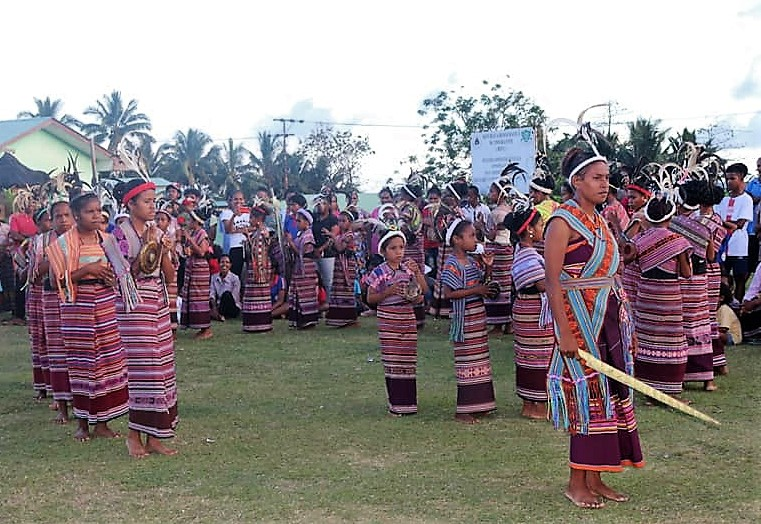
Einwohner von Fuat

Fehlverhalten wird mit der Tradition des Tara Bandu' (Tarabandu) behandelt. Beispielsweise beleidigte ein Dorfbewohner während einer Zeremonie Vertreter der Regierung. Der Übeltäter stiftete Fleisch und den lokalen Palmwein für eine Tara-Bandu-Zeremonie mit den Ältesten und lokalen Würdenträgern aus der ganzen Gemeinde Lautém, inklusive des katholischen Pfarrers. Während der Zeremonie wurde über das Vergehen gesprochen und darüber, wie wichtig Vergebung sei. Der Name des Übeltäters wurde dabei nie genannt, weil das gesamte Dorf die Verantwortung für das Fehlverhalten des Einzelnen übernommen hatte.

## Bekannte Vertreter der Ethnie
- Lere Anan Timur (* 1952), Oberbefehlshaber der Verteidigungskräfte Osttimors[5]